# ジャック・ヘイリー
ジャック・ヘイリー（Jack Haley、1897年8月10日 - 1979年6月6日）は、アメリカ合衆国の俳優・コメディアンである。

## 来歴
1897年、マサチューセッツ州ボストンに生まれる。両親は共にカナダ出身で、父親は船乗りをしていたが、ジャックが生まれて6ヶ月後に海難事故で亡くなった。ヴォードヴィリアンとしてキャリアをスタートさせ、歌とダンスの才能を発揮。また、コメディアンとしても人気を博した。1927年に『Broadway Madness』で映画デビュー。1930年代には、短編コメディ映画へ多数出演し、その後も役者としての活動を継続した。1937年からは『ジャック・ヘイリー・ショー』というラジオ番組のホストも務め、マルチタレントとしても認知された。1939年に出演したジュディ・ガーランド主演の『オズの魔法使』では、ブリキ男を演じた。その後も俳優、コメディアンとしてキャリアを重ね、才能あるアーティストとしての地位を確立した。1960年にはその功績が称えられ、ハリウッド・ウォーク・オブ・フェームを授与されている。

### 死去
1979年6月6日に心臓発作のため、死去。死去する2か月前の1979年4月9日に第51回アカデミー賞へ出席。『オズの魔法使』で共演したレイ・ボルジャー（案山子男役）とプレゼンターとして登壇し、健在ぶりを披露したばかりだった。

## 出演作品

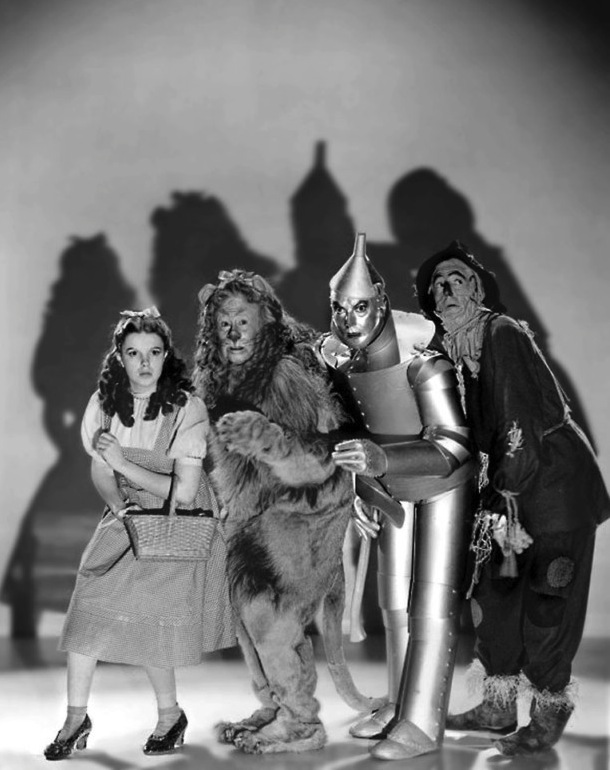
『オズの魔法使』のより

### 映画
- Broadway Madness (1927)
- 青春倶楽部 Follow Thru (1930)
- Mr. Broadway (1933)
- めりけん音頭 Sitting Pretty (1933)
- 花嫁は泣きました Here Comes the Groom (1934)
- Spring Tonic (1935)
- 赤毛パレード Redheads on Parade (1935)
- 迷優ナポレオン The Girl Friend (1935)
- コロナアド Coronado (1935)
- 珍Gメン F-Man (1936)
- テンプルの福の神 Poor Little Rich Girl (1936)
- Pigskin Parade (1936)
- ミスター・シンデレラ Mister Cinderella (1936)
- からくり女王 Pick a Star (1937)
- She Had to Eat (1937)
- Wake Up and Live (1937)
- Danger - Love at Work (1937)
- アリババ女の都へ行く Ali Baba Goes to Town (1937)
- 農園の寵児 Rebecca of Sunnybrook Farm (1938)
- 世紀の楽団 Alexander's Ragtime Band (1938)
- Hold That Co-ed (1938)
- Thanks for Everything (1938)
- オズの魔法使 The Wizard of Oz (1939)
- Moon Over Miami (1941)
- Navy Blues (1941)
- Beyond the Blue Horizon (1942)
- Higher and Higher (1943)
- Take It Big (1944)
- 奇妙な遺言状 One Body Too Many (1944)
- Scared Stiff (1945)
- 乾杯の唄 George White's Scandals (1945)
- Sing Your Way Home (1945)
- People Are Funny (1946)
- Vacation in Reno (1946)
- Norwood (1970)
- ニューヨーク・ニューヨーク New York, New York (1977)

### テレビドラマ
- Four Star Revue (1952)
- The Revlon Mirror Theater (1953)
- The Christophers (1954)
- Meet Mr. McNutley (1955)
- プレイハウス90 Playhouse 90 (1958)
- Westinghouse Desilu Playhouse (1959)
- Make Room for Daddy (1960)
- バークにまかせろ Burke's Law (1963)
- ドクター・ウェルビー Marcus Welby, M.D. (1972)